# エスモール
エスモール（S-MALL）は、山形県鶴岡市にある株式会社庄交コーポレーションが運営するショッピングセンター。
庄内交通のエスモールバスターミナルと東京第一ホテル鶴岡を併設し、50店舗のテナントで構成。
地元では、若者の間ではエスモの愛称で親しまれている。また、旧称である庄交モール（しょうこうモール）と呼ぶ人も少なくない。

## 概要
1974年（昭和49年）に庄内交通が本社敷地の高度利用と活性化の検討を開始し、フィジビリティスタディで大型ショッピングセンターの建設が可能との結果を受けて、ダイエーを核店舗とするショッピングセンターとバスターミナル・大型駐車場を建設する計画を纏めたのが始まりである。
1976年（昭和51年）7月7日に「ダイエー進出反対決起大会」が開催された。
1978年（昭和53年）1月に着工し、同年11月に7バースのバスターミナルと約600台収容の立体駐車場を併設したショッピングセンター（SC）の「庄交モール」として開業した。
開業時にはキーテナントとしてダイエー鶴岡店が入り、ピーク時には同店の年間売り上げが約54億円を超え、山王町商店街や銀座通りなど、鶴岡の商業界に大きな影響を与えていた。
1981年（昭和56年）4月に第一ホテルシステムのフランチャイズで「庄交開発株式会社」が運営する「第一イン鶴岡」（延べ床面積約5,490m2）が開業した。
1983年（昭和58年）4月に「ドゥ・スポーツプラザ」の協力で「庄交余暇開発株式会社」が運営するスポーツ・カルチャー施設「プラス・ワン」（敷地面積約3,300m2、延べ床面積約4,992m2）を開業した。
1985年（昭和60年）5月3日に鉄骨造5階建ての第2駐車場（延べ床面積約18,000m2、約400台収容）を開設した。
新年の出初式や鶴岡神社の獅子舞、園児の募金活動や共同作業所のバザーなどの地域の催しの会場提供も行っていた。
しかし、1995年（平成7年）7月27日に「生協共立社」が「コメリパワー」を併設した「鶴岡共同の家・こぴあ」を開業すると最も大きな影響を受け、地域の催しの多くも同店に移行することになった。
2001年（平成13年）8月に東田川郡三川町の国道7号三川バイパス沿いにイオン三川SC（現：イオンモール三川）が開業すると、ダイエー鶴岡店は売り上げ低迷に陥り、ダイエーは経営再建策の一環に沿って、2002年（平成14年）8月31日をもって鶴岡店を閉店した。その後、庄交モールは改装によってファッション性の高いテナントを導入し、商業施設名をエスモールと改めて、10月26日にリニューアルオープンした。
ダイエーの撤退や施設の老朽化のほか、郊外型量販店の攻勢もあり、一時存続が危ぶまれたが、リニューアルを積極的に行い、人の流れを取り戻しつつある。
営業時間は、通常は10:00から20:00まで。

## 沿革
- 1978年（昭和53年）
  - 1月 - 着工[4]。
  - 11月4日 - 庄交モールとしてオープン[2]。
- 1979年（昭和54年）12月2日 - 庄交モールなどの事業を行う庄交コーポレーションを設立。[要出典]
- 1981年（昭和56年）4月 - 「庄交開発株式会社」が運営する「第一イン鶴岡」が開業[6]。
- 1983年（昭和58年）4月[6] - 「庄交余暇開発株式会社」が運営するスポーツ・カルチャー施設[9]「プラス・ワン」が開業[6]。
- 1985年（昭和60年）5月3日 - 鉄骨造5階建ての第2駐車場を開設[10]。
- 2002年（平成14年）
  - 8月31日 - ダイエー鶴岡店が撤退し[3]、専門店も閉鎖。
  - 10月26日 - S-MALL（エスモール）として、専門店の営業を再開[14]。
- 2003年（平成15年）5月15日 - 株式会社東京第一ホテル鶴岡（存続会社）に吸収され、株式会社庄交コーポレーションとなった。この際に不動産関連会社やプラスワン、庄交トラベル等も合併した。[要出典]
- 2017年（平成29年）4月1日 - エスモールバスターミナルが新装開業[15]。
- 2019年（令和元年）9月26日 - マルホンプラスが開店[広報 2]。
- 2021年（令和3年）6月 - 2階のまなびの広場に「クッキングスタジオ」とコワーキングスペース「S-MALLワークスペース」を開設[16]。

## 主な施設
核店舗のマルホンプラスと50の専門店で構成される。
- イベント広場 - 貸会場として、展示物や集合型ワークショップなど多様な利用が可能[広報 4]。

- まなびの広場 - 各種習い事やワークショップ、会議としての用途に利用できる貸し教室[広報 5]。

### エスモールバスターミナル
7バースのバスターミナルとして開業した。

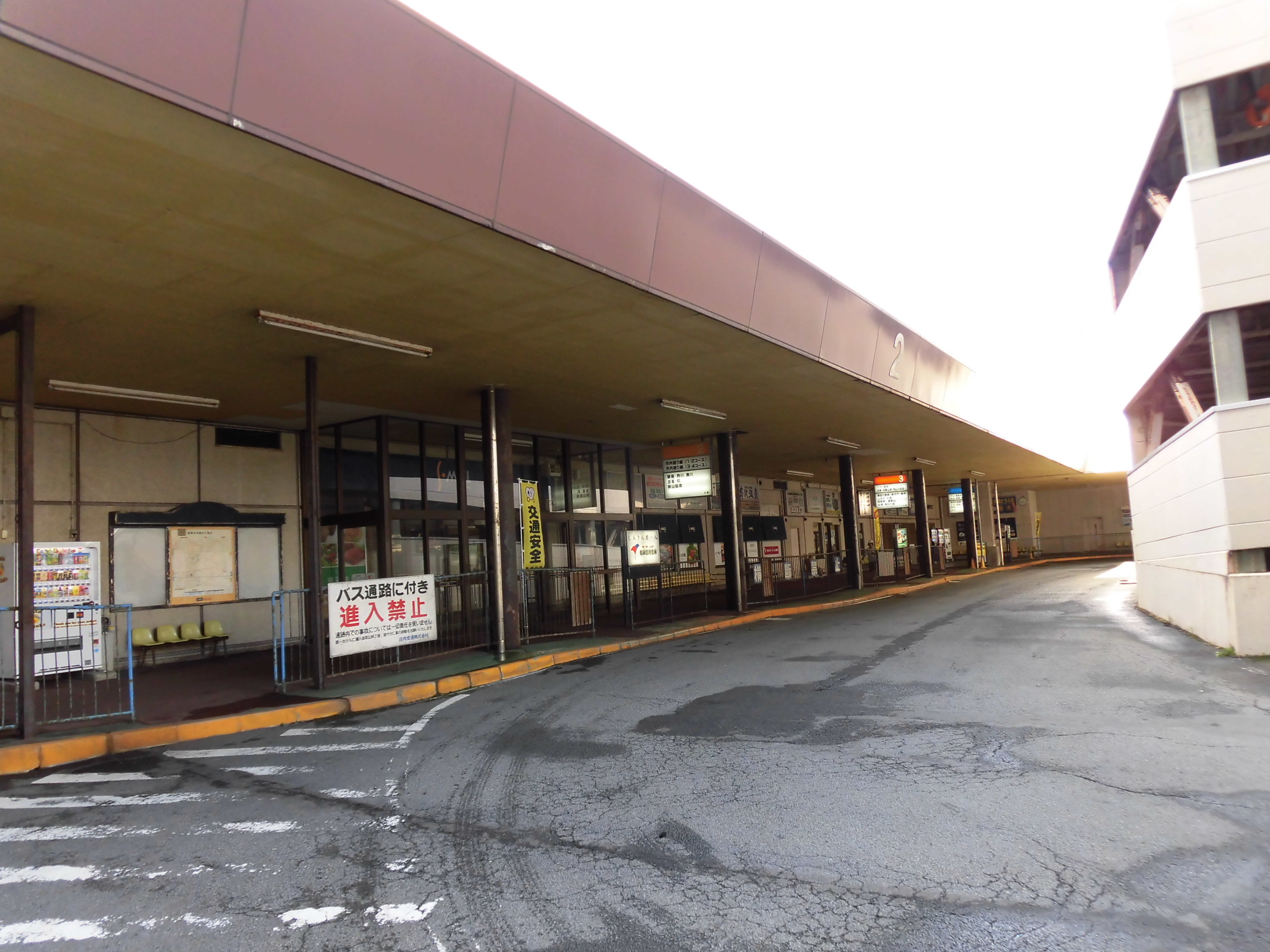
旧バスターミナル

庄内交通の主要ターミナルであり、鶴岡地域のほとんどのバスはエスモール発着となっている。
2017年（平成29年）4月1日、待合スペースを拡充し、庄交トラベル事業部のチケットカウンターやコーヒーショップを整備したバスターミナル全面改修工事が完了し、オープンした。

#### 高速バス路線
すべての高速バス路線は、4番乗り場から発車する。
- 酒田・鶴岡 - 仙台線（庄内交通・宮城交通・山交バスが共同運行）[広報 6]
  - 酒田駅前・鶴岡エスモール - 仙台駅前[広報 6]
- 酒田・鶴岡 - 山形線（庄内交通と山交バスの共同運行）[広報 7]
  - 酒田駅前 - 鶴岡エスモール - 山交ビルバスターミナル - 山形駅前[広報 7]
  - 自由席だが、満席時は乗れない場合もある。[要出典]
- 2005年11月18日のダイヤ改正により、鶴岡駅に停車しなくなったため、駅から高速バスを利用するには徒歩（5分）かバスを用いて移動するしかない。以前は酒田駅前も停車していなかったが、ジャスコ酒田南店（現：イオン酒田南店）に停車するようになったほか、[要出典]酒田庄交バスターミナルの移転により、酒田駅前に停車するようになった[広報 8]。
- 夕陽号（大宮駅・池袋駅・渋谷駅行[広報 9]/上野駅・秋葉原駅・東京駅・バスタ新宿行）[広報 10]

### 空港アクセス
- 空港リムジンバス：庄内空港へ飛行機の発着に合わせて運行[広報 11]。

### 路線バス
庄内交通が運行。どの路線も本数があまり多くないため、時刻表を確認する必要がある。

### 自動車
- 山形自動車道 - 鶴岡ICより約12分

### 鉄道
- JR羽越本線 - 鶴岡駅から徒歩で約3分

## 周辺
徒歩でJR羽越本線の線路沿いに行くと、バスターミナル側に着くことができる。周辺は若干の店舗があるものの、にぎわいをみせるまでに至っていない。近隣には、長らく大きな建造物は建てられなかったが、2005年にサンシティのマンションが建設された。
- 鶴岡駅　… 徒歩5分。路線バスで1区間。